# Saint-André-de-l'Eure
Saint-André-de-l'Eure é uma comuna francesa na região administrativa da Normandia, no departamento de Eure. Estende-se por uma área de 19,81 km². Em 2010 a comuna tinha 4 061 habitantes (densidade: 205 hab./km²).